# Zydeco

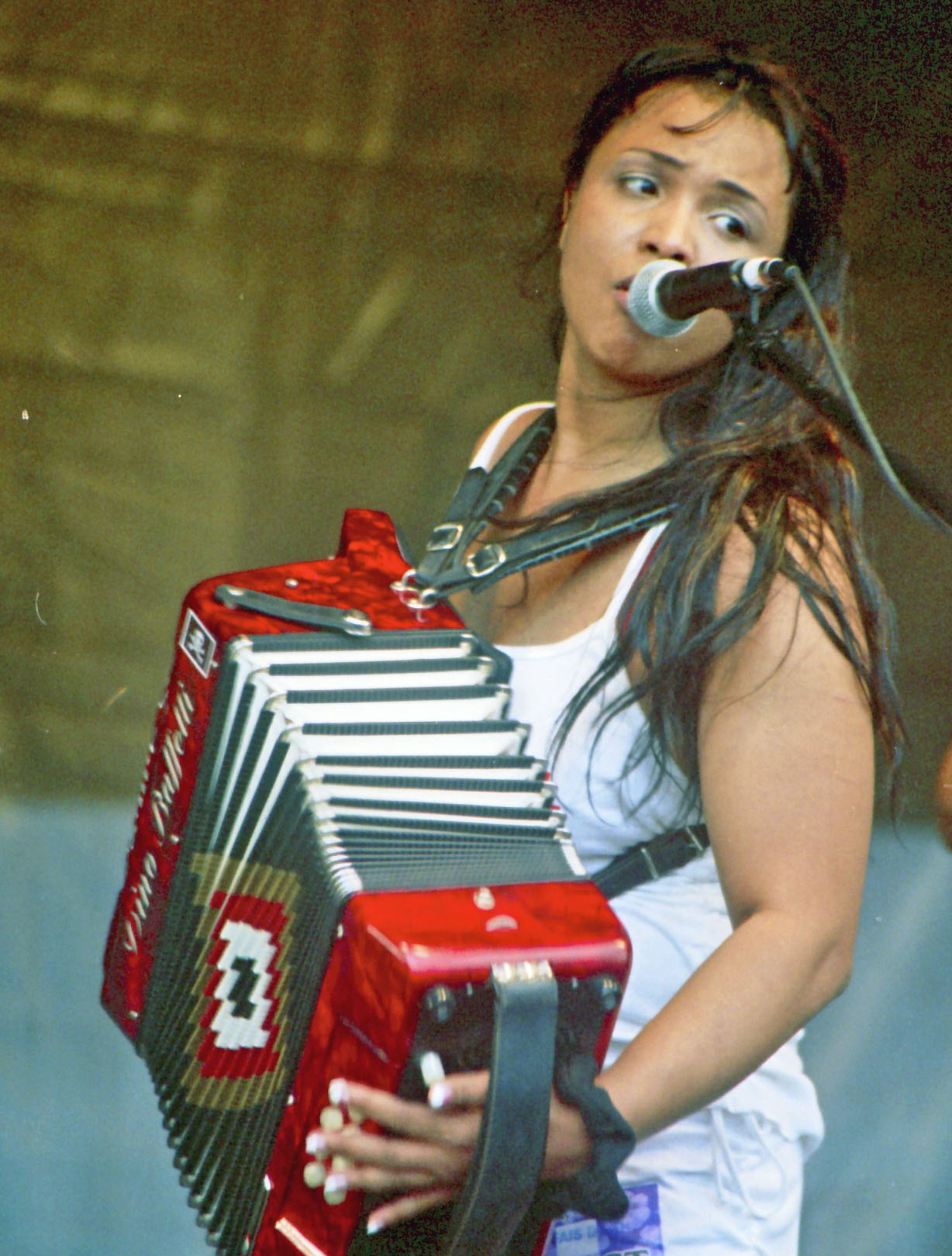
Rosie Ledet, New Orleans 2004

Zydeco är en folkmusikstil med ursprung i sydvästra Louisiana på 1920-talet. Den är en vidareutveckling av cajunmusiken med afro-amerikanska förtecken. Karakteristiska instrument inom zydeco är dragspel och tvättbräda, ackompanjerat av gitarr, bas och trummor. Dagens zydecomusik kan ses som en blandning av cajun, blues, country och rock.
Bland mer namnkunniga artister finns namn som Clifton Chenier, Rockin' Dopsie, Queen Ida, Bozoo Chavis, Rocking Sydney och Steve Riley. Bland svenska utövare kan nämnas Evil Emil & King Kongo Cobras, Cajun Hurricane och VV King & The Slingermen.